# (34607) 2000 UD3
2000 UD3 (asteroide 34607) é um asteroide da cintura principal. Possui uma excentricidade de 0.11837260 e uma inclinação de 11.30400º.
Este asteroide foi descoberto no dia 24 de outubro de 2000 por Crni Vrh em Crni Vrh.